# -Innen (Künstlerinnengruppe)

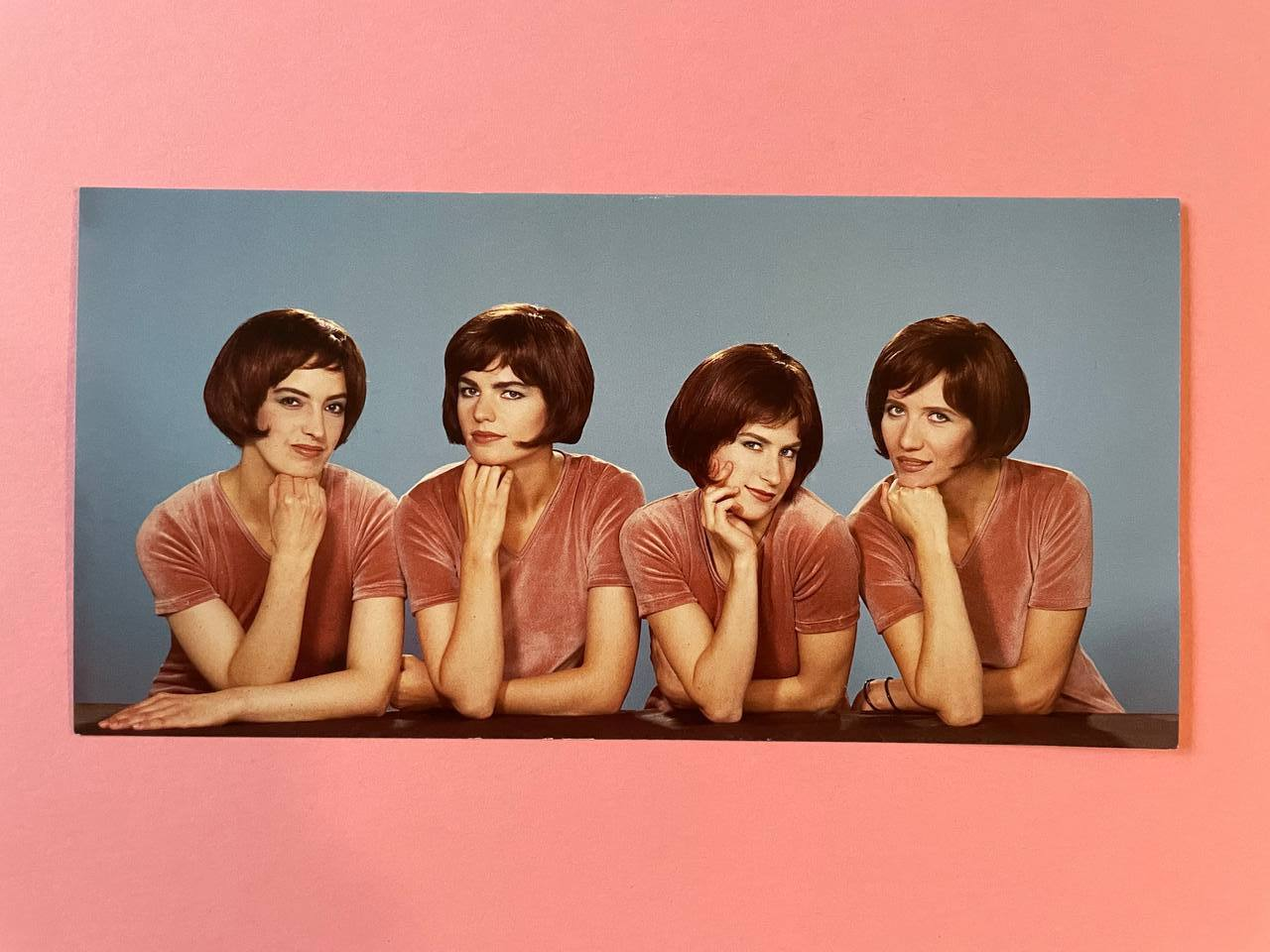
-Innen, 1994

-Innen war eine frühe cyberfeministische Künstlerinnengruppe, bestehend aus Korinna Knoll, Ellen Nonnenmacher, Janine Sack und Cornelia Sollfrank, die sich 1993 aus der Gruppe frauen·und·technik entwickelte und sich im Jahr 1998 auflöste. Gegründet in Hamburg, widmete sich -Innen feministischen und medienkritischen Fragestellungen. Die Gruppe verfolgte einen performativen Ansatz und arbeitete an der Schnittstelle von Kunst, Theorie, Performance und Medien.

## Entstehung und Geschichte
Die Gruppe formierte sich 1992 aus der Vorgängerinnengruppe frauen·und·technik heraus. Der Name spielte auf den Genderdiskurs in der deutschen Sprache an, insbesondere auf die Frage der weiblichen Sichtbarkeit in dieser. Gegenstand der künstlerischen Forschung, Performances, Installationen und künstlerischen Interventionen waren Themen wie die Dekonstruktion von Identitäten, Kollektivierung von Autorschaft und medienkritische Auseinandersetzungen mit dem Medium Fernsehen.

## Arbeitsweisen und Projekte
In ihrer Medienpraxis interessierte sich -Innen für die Konstruktionen und Repräsentationen von gesellschaftlichen Stereotypen und die performative Untersuchung von psychoanalytischen Themen wie Subjekt und Begehren im Medium Fernsehen. -Innen thematisierte in ihrer Arbeit das Spannungsfeld zwischen zukunftsweisender Technologie und traditionellen Geschlechterrollen. Ihre künstlerisch-aktivistische Arbeit begründete sich in der Feststellung, dass technische Entwicklungen und ihr kommerzieller Vertrieb überwiegend von männlichen Personen dominiert wurde.
Im Zentrum der Arbeit von -Innen stand die Konstruktion einer kollektiven Identität. Die Künstlerinnen vereinheitlichten ihr Erscheinungsbild, um die traditionelle Vorstellung von Kunstschaffenden als individuelle Genies zu hinterfragen und die Kollektivierung von Autorinnenschaft zu thematisieren. Die kollektive Praxis der Gruppe war somit ein kritischer Beitrag zur Diskussion über Machtverhältnisse und Repräsentation in der Kunstwelt und darüber hinaus.

### Geschlechterrollen und Technik: Aktionen auf der CeBIT
Die auffallend einseitige männliche Präsenz auf Computermessen wie der CeBIT griffen -Innen mit ihrer Aktion -Innen im Frühling auf. Im Rahmen dieser künstlerischen Performance im öffentlichen Raum produzierte die Gruppe eine Videodokumentation, die wie ein Trailer inszeniert war. Es zeigte die Künstlerinnen von -Innen in Uniformen, wie sie auf der CeBIT mit Ausstellern und Besuchern interagierten und kostenlose Mauspads verteilten. Die Mauspads waren mit einem Gruppenfoto sowie mit Multiple-Choice-Fragen bedruckt, die sich humorvoll und kritisch mit Themen wie Geschlechterrollen, Technik und Sex auseinandersetzten.

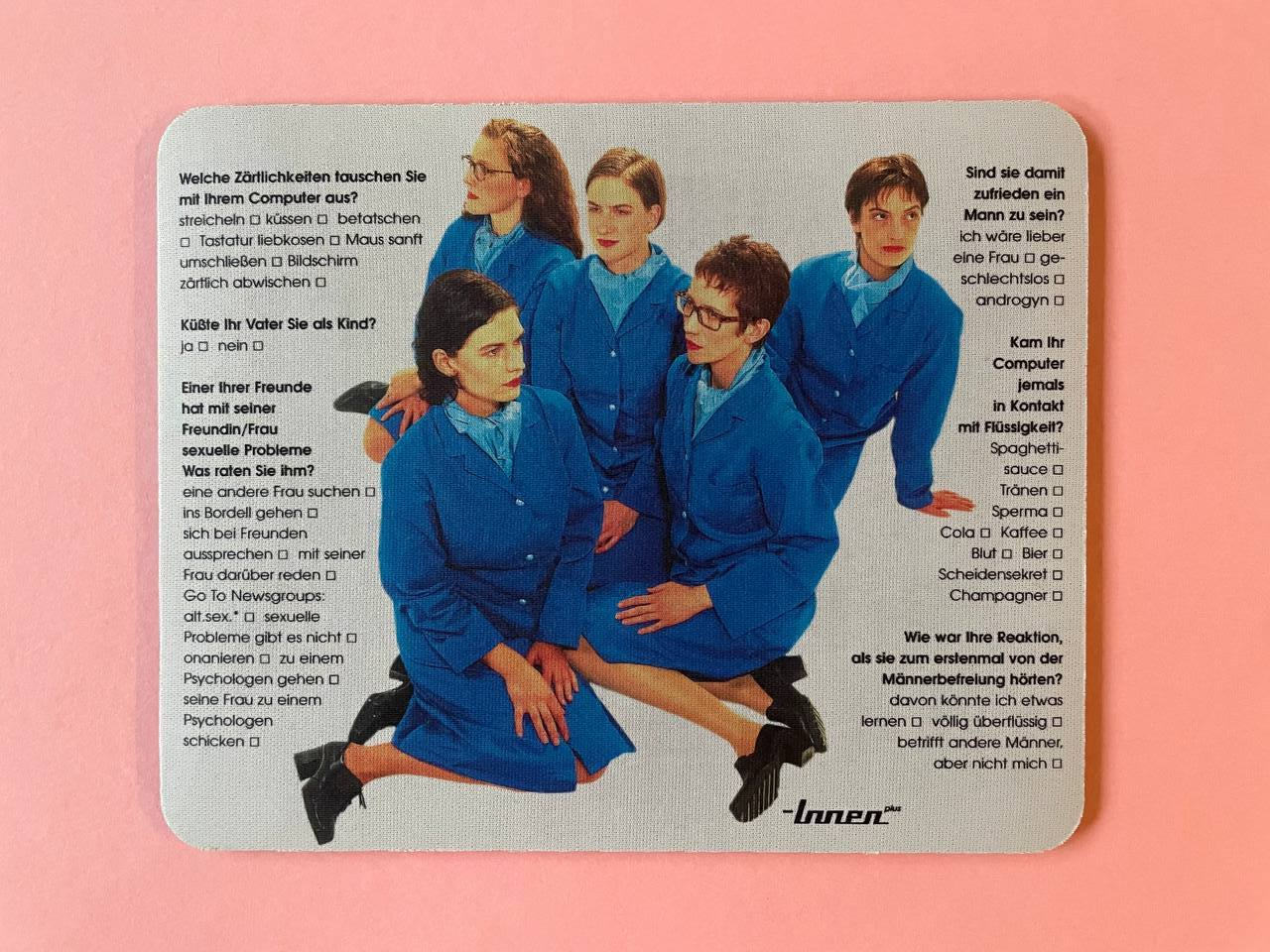
Mauspad, -Innen

Hintergrund dieser Aktion waren Berichte über die Messeorganisation, denen zufolge im Jahr 1996 etwa 2000 Prostituierte aus Thailand für die Dauer der CeBIT eingeflogen wurden. Diese Informationen dienten den Künstlerinnen als Ausgangspunkt, um die Verknüpfung von Geschlecht, Machtstrukturen und Technik in einem kommerzialisierten Umfeld sichtbar zu machen und kritisch zu reflektieren.

### Performative Theorie zum Fernsehen: Narzissmus in den Medien
Ein wichtiger Schwerpunkt der Künstlerinnengruppe war die medienkritische Analyse des Fernsehens und seiner Wirkmacht. Unter dem Titel „Narzissmus in den Medien am Beispiel Fernsehen“ entwickelte die Gruppe eine performative Theorie, die sie in Vorträgen und Aktionen präsentierte. Sie produzierten in diesem Rahmen vier einstündige Sendungen für das Kabelfernsehen, die im Offenen Kanal Hamburg ausgestrahlt wurden. Im Rahmen der Kunstaktion „Sei dabei!“ wurden die Videos zudem im Westwerk Hamburg präsentiert. Diese Arbeiten reflektierten die Rolle des Mediums in der Konstruktion von Öffentlichkeit und Selbstbild. Die Sendungen orientierten sich am Format einer Gameshow. Die vier Spiele dieser Sendungen markieren deutlich den medienkritisch-psychoanalytischen Forschungsbereich von -Innen: „Narzißmusspiele“, „Ich-Idealisierungsspiel“, „Traumaspiel“ und das „Enttäuschungsspiel“.

### Inszenierung des Kunstmarkts: Werbespots der Art Cologne
Im Rahmen des Projekts November TV, das im Zuge der Art Cologne entstand, unterbrach -Innen das reguläre Fernsehprogramm mit drei Werbespots im Stil kommerzieller Fernsehsender. Jeder Spot war etwa anderthalb Minuten lang und kombinierte ironisch inszenierte Einblicke in die Arbeitsweise des Kollektivs mit dokumentarischen Aufnahmen von der Art Cologne. Die Werbespots zeigten zunächst eine typische Arbeitssituation der vier Künstlerinnen. Anschließend präsentierten sie Aufnahmen von der Kunstmesse, in denen eine Mitarbeiterin von -Innen verschiedene Kunstwerke beschrieb und dabei auch die jeweiligen Verkäufer nannte. Diese performative Kritik nahm das Vokabular und die Inszenierungsstrategien des Kunstmarktes selbstironisch auf und hinterfragte die Mechanismen von Bewertung und Vermarktung in der Kunstwelt.

## Auflösung und Nachfolge
Nach der Auflösung von -Innen im Jahr 1998 gründeten zwei der ehemaligen Mitglieder das Old Boys Network (OBN). 1997 wurde OBN zur ersten internationalen cyberfeministischen Allianz. OBN widmet sich seither der Erforschung digitaler Medien aus feministischer Perspektive. Im Zentrum steht der experimentelle Umgang mit Netzwerkstrukturen sowie die Reflexion über die gesellschaftlichen Transformationen durch digitale Technologien.

## Ausstellungen
- Stuttgart, Kunstitut, Juni 1993[2]
- Hamburg, Westwerk, Mai 1994[8]
- Zürich, Shedhalle im Rahmen der Ausstellung „When tekkno turns to sound of poetry“, 1994[9]
- Innsbruck, Galerie im Taxispalais, im Rahmen der Ausstellung „Arbeit*“, 2005[3]